# 체스케 드라히

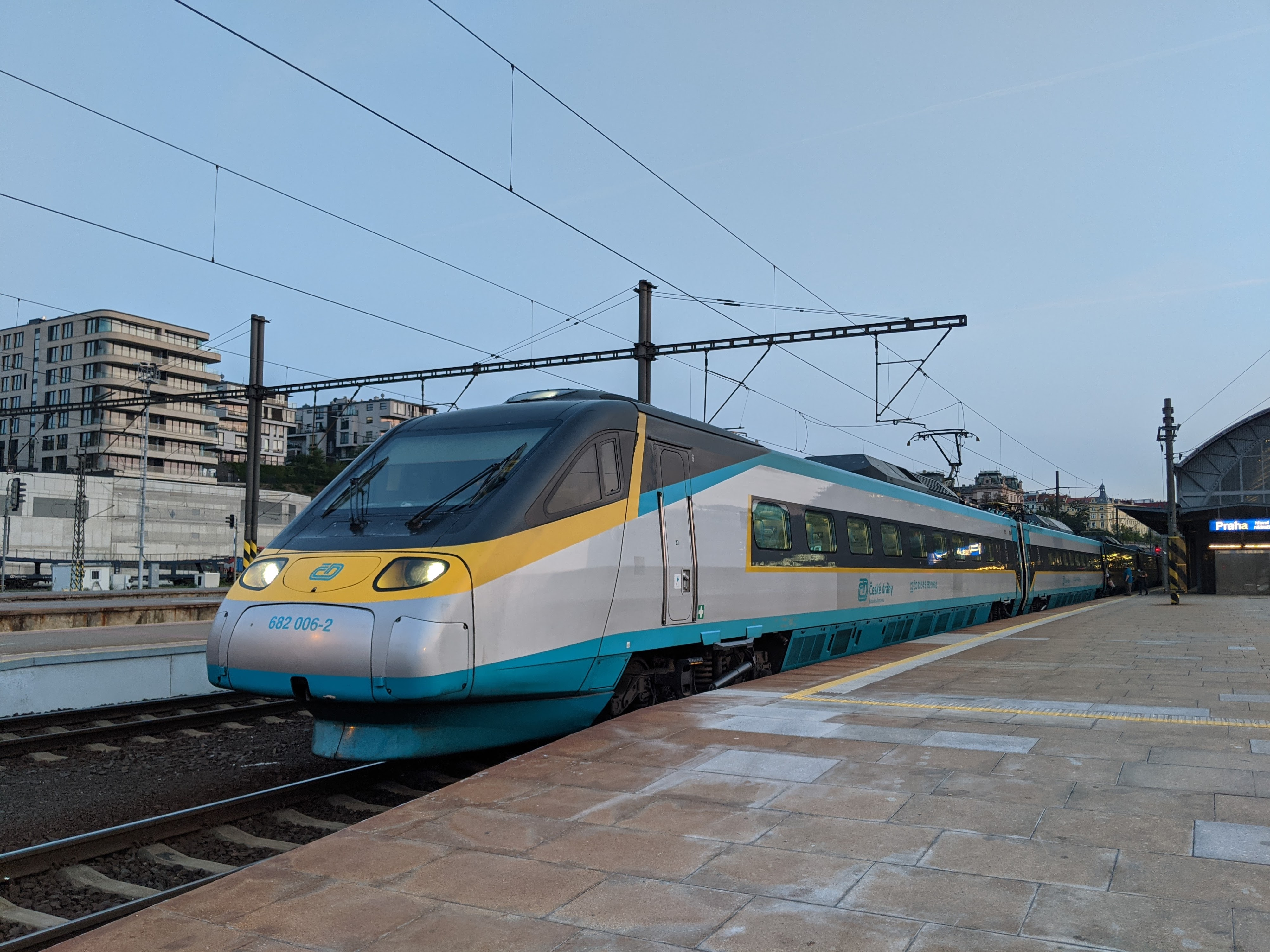
ČD Class 680 펜돌리노 장거리 열차

체스케 드라히(České dráhy) 또는 체코 철도는 지역 및 장거리 서비스를 제공하는 체코의 주요 철도 운용사이다.
이 기업은 체코슬로바키아의 해체 이후 체코슬로바키아 철도의 뒤를 이으며 1993년 설립되었다. 국제 철도 연맹의 구성원이다.
2008년 7월 1일까지 체스케 드라히는 체코의 최대 고용 기업이었다.